# Giullia Buscacio
Giullia Buscacio Vieira (Funchal, 21 de enero de 1997) es una actriz luso-brasileña.

## Biografía
Es hija de la empresaria Adriana de Farias Buscacio y del futbolista Júlio César Gouveia Vieira ("Julinho") que jugó en Botafogo y en clubes de Corea del Sur y Hungría. Nació en Funchal, la capital de Madeira, cuando su padre fue a jugar al Club Sport Marítimo. Luego vivió durante cuatro años en Corea del Sur. Las telenovelas coreanas fueron responsables de despertar en Giullia el deseo de actuar. Además de su portugués nativo, es capaz de hablar coreano con fluidez.
Comenzó su carrera en 2009 en la serie televisiva A Lei e o Crime emitida por RecordTV, interpretando a la hija de Heitor Martínez. En 2012, a la edad de quince años, se unió a la telenovela Balacobaco en el papel de Vitoria. En 2015, actuó en la telenovela I Love Paraisópolis, transmitida por Rede Globo, en la que interpretó a la rebelde Bruna. Su papel más destacado fue en 2016, cuando se unió al elenco de la telenovela Velho Chico, donde obtiene su primer personaje en el elenco estelar, la romántica Olivia, donde forma una pareja romántica con Gabriel Leone. Yanna Lavigne estaba por interpretar al personaje indígena llamada Jacira en la novela Novo Mundo, pero quedó embarazada, por lo tanto, Giullia pudo acceder a este papel. En 2018, actúa en O Sétimo Guardião como Elisa, la mejor amiga de Light. En 2019, forma parte del elenco de la nueva versión de la telenovela Éramos Seis.

## Filmografía

### Televisión
| Año  | Título                  | Personaje                | Notas                  |
| ---- | ----------------------- | ------------------------ | ---------------------- |
| 2009 | A Lei e o Crime         | Patrícia                 |                        |
| 2010 | Nosso Querido Trapalhão | Hermana de Renato        | Especial de fin de año |
| 2011 | Aquele Beijo            | Muchacha del orfanato    | Participación          |
| 2012 | Balacobaco              | Vitória Travassos Porto  |                        |
| 2015 | I Love Paraisópolis     | Bruna Bezerra Antunes    |                        |
| 2016 | Velho Chico             | Olívia Rosa dos Anjos    |                        |
| 2017 | Novo Mundo              | Jacira                   |                        |
| 2018 | O Sétimo Guardião       | Elisa Rangel             |                        |
| 2019 | Éramos Seis             | Isabel Abílio de Lemos   |                        |
| 2024 | Renascer                | Sandra Martinez Coutinho |                        |

### Cine
| Año  | Título             | Personaje |
| ---- | ------------------ | --------- |
| 2011 | O Menino Mofado    | Ana       |
| 2018 | Bem Vindo de Volta |           |